# ناحیه مغاکی

لایه‌های اقیانوس

مغاکی (به انگلیسی: Abyssal) به پایینترین منطقه در اعماق اقیانوسها گفته می‌شود و عمق ناحیه مغاکی را به‌طور کلی از ۴۰۰۰ متر بیشتر فرض می‌کنند اما حدود آن را به دقت نمی‌توان معین کرد